# Megacerus similibus
Megacerus similibus là một loài bọ cánh cứng trong họ Bruchidae. Loài này được Teran & Johnson miêu tả khoa học năm 2002.